# Skala stenowa

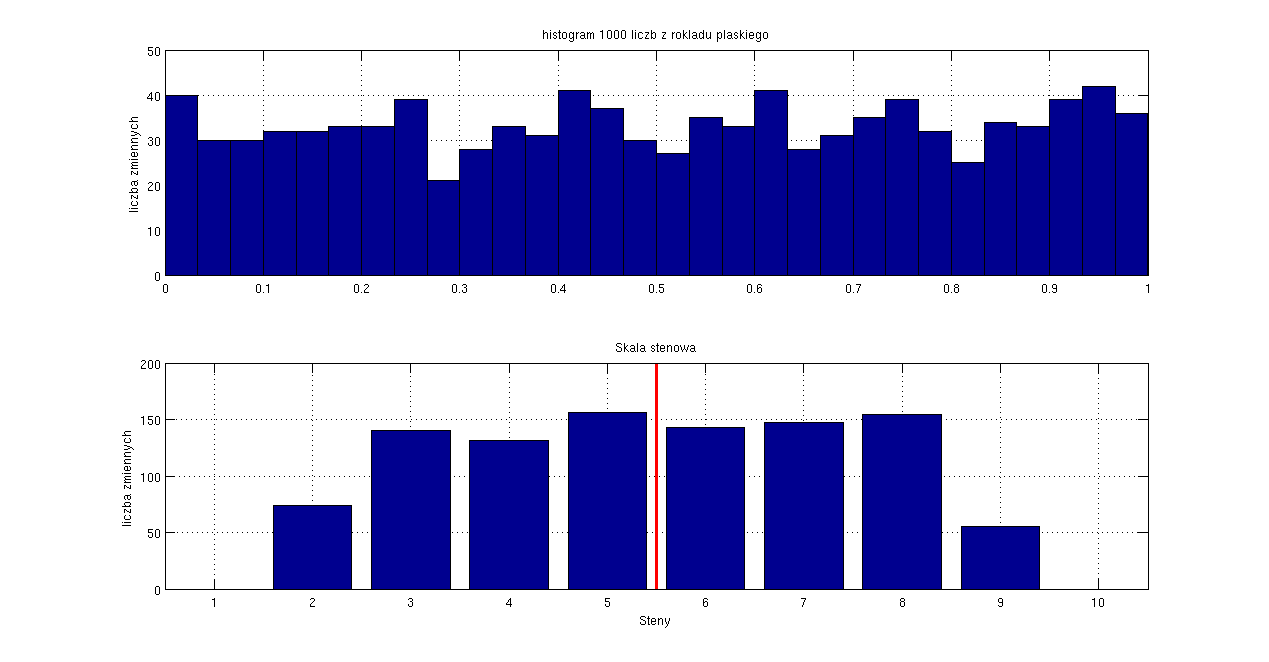
Wykres pierwszy przedstawia histogram 1000 liczb wylosowanych z rozkładu płaskiego; na wykresie drugim te same dane przedstawione zostały w skali stenowej.

Skala stenowa (od ang. standard ten) – skala testu psychologicznego znormalizowana tak, aby średnia w populacji wynosiła 5,5, a odchylenie standardowe 2. W skali jest 10 jednostek.
- Rozkład po transformacji wyników surowych = normalny („uskokowniony”)
- Średnia = 5,5 (między 5 a 6 stenem)
- Odchylenie standardowe = 2,0
- Liczba jednostek skali = 10 stenów
- Zakres = od 1 do 10 stena
- Skok skali = 1 sten
- Różnicowanie = wartości od −2,25 do +2,25 jednostek znormalizowanych „z” (steny krańcowe powyżej 2 S)
- Przeznaczenie = różnicowanie w obrębie „normy”[1]

Transformacja pozwalająca przeprowadzić surowe dane mające w przybliżeniu rozkład normalny do skali stenowej wyraża się następującym wzorem:
{\displaystyle S=5,5+2\cdot Z,}
gdzie {\displaystyle Z} to wynik tzw. standaryzacji Z

Zależność pomiędzy skalą stenową a rozkładem normalnym. Wartości liczbowe podano w tabeli obok.

Powierzchnie pod krzywą normalną odpowiadające poszczególnym stenom
| Sten | {\displaystyle Z}              | Procent powierzchni pod krzywą Gaussa |
| ---- | ------------------------------ | ------------------------------------- |
| 10   | [2; {\displaystyle +\infty })  | 2                                     |
| 9    | [1,5; 2)                       | 5                                     |
| 8    | [1; 1,5)                       | 9                                     |
| 7    | [0,5; 1)                       | 15                                    |
| 6    | [0; 0,5)                       | 19                                    |
| 5    | [−0,5; 0)                      | 19                                    |
| 4    | [−1; −0,5)                     | 15                                    |
| 3    | [−1,5; −1)                     | 9                                     |
| 2    | [−2; −1,5)                     | 5                                     |
| 1    | ({\displaystyle -\infty ;} −2) | 2                                     |

Skala stenowa jest używana na przykład w polskim teście inteligencji APIS (psychometria).